# Світ сексу
«Світ сексу» (англ. Sex World, стилізований як «Світ сексу») — американський науково-фантастичний порнографічний фільм 1977 року, знятий Ентоні Спінеллі за сценарієм Спінеллі та Діна Роджерса за оповіданням Спінеллі. У ньому зіграли Аннет Гейвен, Леслі Бові, Шерон Торп, Дезіре Вест і Ембер Гант. Дія фільму розгортається на вигаданому курорті, відомому як «Світ сексу», де люди можуть реалізувати свої таємні сексуальні бажання та подолати свої стримування за допомогою андроїдних секс-ботів.
«Світ сексу» був описаний як пародія або пастиш із фільмів «Світ Заходу» і був названий порнопародією.

## Сюжет
Група людей сідає на чартерний автобус, який прямує до «Світу сексу», курорту, де люди можуть залишитися протягом трьох днів і ночей, щоб реалізувати свої сексуальні фантазії. Серед пасажирів художниця на ім'я Джоан Райс і її чоловік Джеррі; жінка на ім'я Міллісент і її покірний, імпотентний партнер Ральф; і самотня та замкнута Ліза, яка згадує випадок, коли вона носила світлу перуку та займалася сексом по телефону з незнайомцем. Пасажирам роздають анкети та повідомляють, що з метою забезпечення конфіденційності їм заборонено спілкуватися один з одним на курорті.
Автобус прибуває до «Світу сексу», і того вечора відвідувачі сідають з окремими консультантами, щоб отримати інтерв'ю про їхні сексуальні бажання. Невідомо для відвідувачів, за їхніми розмовами спостерігає диспетчерська, що складається з технічного персоналу, завданням якого є забезпечення виконання їхніх фантазій. У приватній кімнаті білий відвідувач на ім'я Роджер зустрічає Джил, чорношкіру жінку, яку він бачив в автобусі, що їхав до «Світу сексу». Незважаючи на його расові упередження, Джил переконує Роджера вступити з нею в статевий акт. Тим часом Джеррі опиняється в кімнаті з двома дівчатами, Ліндою та Джо. Дівчата роблять одна одній кунілінгус, а потім обидві об'єднуються для мінету Джеррі.
У своєму інтерв'ю Джоан описує свій потяг до своєї сусідки Маріан. Потім її бажання виконується у вигляді штучної Маріан, яка цілує Джоан і виконує кунілінгус. В іншому місці Міллісент і Ральф окремо розмовляють зі своїми індивідуальними консультантами. Міллісент висловлює своє бажання домінувати, а Ральф розкриває свій таємний фетиш рогоносця. Потім Міллісент вступає в грубий статевий акт з людиною на ім'я Філ, який каже, що він запрограмований на витривалість, а Ральф спостерігає за ними через одностороннє дзеркало. Потім Енн відводить Ральфа в іншу кімнату, де їй вдається викликати у нього ерекцію, і вони займаються сексом.
Дейл, жінка, яка з тугою згадує свого колишнього коханця Алекса, отримує партнера на ім'я Томас. Після того, як вона знижує свої емоційні бар'єри, вони з Томасом цілуються і займаються сексом. Під час інтерв'ю Ліза виявляє своє бажання, щоб її помітили і ставилися до неї з добротою. Вона також розповідає, що ходить на фільми з рейтингом «Х», і висловлює зацікавленість Джонні Кізом з фільму «За зеленими дверима». Пізніше у двері її кімнати стукає чоловік, який каже, що бачив її, коли вона приїхала, і що він хоче бути з нею. Вона його не впускає, і він іде. Тоді до її кімнати заходить штучний Джонні Кіз. Він робить їй кунілінгус, вони вступають у статевий акт, вона робить йому мінет.
Наприкінці вихідних відвідувачі сідають в автобус, щоб покинути «Світу сексу». Джоан зізнається консультанту, що вона стурбована своїм шлюбом з Джеррі. Ральф, тепер впевнений і напористий, цілує Міллісент і сідає в автобус разом з нею та іншими відвідувачами, що від'їжджають. Тим часом Роджер намагається підкупити співробітника «Світу сексу», щоб він дозволив йому залишитися на курорті знову, але працівник відмовляється від пропозиції.

## Акторський склад
- Леслі Бові - Джоан Райс (в ролі Леслі Бові)
- Кент Голл - Джеррі Райс
- Кей Паркер - Міллісент
- Джек Райт - Ральф
- Шерон Торп - Ліза
- Джон Леслі - Роджер
- Дезіре Вест - Джилл
- Аннетт Гейвен - Дейл
- Пітер Джонс - абонент Лізи
- Ембер Гант - Лінда
- Керол Тонг - Джо
- Ебігейл Клейтон - Меріан
- Джої Сілвера - Філ (в ролі Джо Сівера)
- Айлін Довер - Енн
- Сюзетт Голланд - Алекс
- Роберто Рамос - Томас
- Джейк Фрімен - Чоловік біля дверей Лізи
- Джонні Кіз - Джонні Кіз

## Маркетинг і поширення
У березні 1978 року Walnut Properties, компанія, яка володіла мережею кінотеатрів для дорослих Pussycat Theaters, як повідомляється, виграла судовий процес, який дозволив їй розмістити рекламу Pussycat Theaters в автобусах Південної Каліфорнії Rapid Transit District, щоб рекламувати випуск фільму «Світу сексу».
Кілька джерел вказують рік виходу фільму як 1977 включно з розповсюджувачем домашнього відео Vinegar Syndrome. Проте в інших джерелах рік виходу фільму вказується як 1978.

## Домашні медіа
«Світу сексу» був випущений на VHS принаймні ще в 1990-х роках.
У 2014 році фільм вийшов на DVD і Blu-ray компанією Vinegar Syndrome. Цей випуск, який містить 4K-реставрацію плівки з оригінального 35-міліметрового негативу камери, був обмежений 1500 одиницями. У 2015 році Vinegar Syndrome перевипустили фільм як окремий DVD, а в 2016 році вони перевипустили його на Blu-ray. Vinegar Syndrome випустив фільм у форматі 4K UHD у лютому 2021 року.